# Ale szopka (album Toples)
Ale Szopka – czwarty album zespołu Toples wydany w grudniu 2001 roku nakładem firmy fonograficznej Green Star. Płyta zawiera 9 kolęd, 2 pastorałki i mix kolęd „Ale Szopka”, do którego nakręcono teledysk promujący album.

## Lista utworów
1. „Cicha noc” – 3:49
2. „Dzisiaj w Betlejem” – 3:39
3. „Lulajże Jezuniu” – 4:01
4. „Bóg się rodzi” – 4:29
5. „Przybieżeli do Betlejem” – 2:43
6. „Wśród nocnej ciszy” – 3:46
7. „Ogniska domowego ciepło” (muzyka i słowa: Marcin Siegieńczuk) – 4:29
8. „Jezus malusieńki” – 4:01
9. „Pójdźmy wszyscy do stajenki” – 2:45
10. „Gdy śliczna Panna” – 4:30
11. „Ale Szopka Mix” – 3:49 (CD bonus)
12. „Święta Bożego Narodzenia” (muz. zapożyczona, sł. Marcin Siegieńczuk) – 4:52 (CD bonus)

## Aranżacje utworów
- Tomasz Sidoruk – utwory: 1 – 11
- Marek Zrajkowski i Ernest Sienkiewicz – utwór 12

Realizacja całości materiału: Tomasz Sidoruk